# اندور (مجموعه تلویزیونی بریتانیایی)
اِندِوِر (به انگلیسی: Endeavour) یک مجموعهٔ درام پلیسی تلویزیونی بریتانیایی است که از شبکه آی‌تی‌وی پخش می‌شود. این یک پیش‌درآمد برای مجموعه طولانی-مدت بازرس مورس است. شان ایوانز جوانی به نام اندور مورس را به تصویر می‌کشد که کار خود را به عنوان یک افسر کارآگاه و بعداً به عنوان یک گروهبان کارآگاه با اداره پلیس شهر آکسفورد آغاز کرد. اندور سومین سری از مجموعه بازرس مورس است که پس از بازرس مورس اصلی (۱۹۸۷–۲۰۰۰) و اسپین‌آف آن، لوئیس (۲۰۰۶–۲۰۱۵) است.
نه مجموعه ساخته شد که از سال ۱۹۶۵ تا ۱۹۷۲ اتفاق می‌افتد. پس از پخش یک قسمت آزمایشی در سال ۲۰۱۲، در سال ۱۹۶۵، اولین مجموعه در سال ۲۰۱۳ پخش شد، همچنین در سال ۱۹۶۵ پخش شد. مجموعه دوم در سال ۱۹۶۶ و سری سوم و چهارم هر دو در سال ۱۹۶۷ اتفاق می‌افتند. مجموعه پنجم، با شش قسمت، در سال ۱۹۶۸ اتفاق می‌افتد، و سری ششم هشت ماه بعد، در سال ۱۹۶۹ پخش شد. مجموعه هفتم که در سال ۱۹۷۰ اتفاق می‌افتد، نمایش خود را در فوریه ۲۰۲۰ آغاز کرد و اولین قسمت آن در ۹ اوت همان سال در تماشاخانه مسترپیس در ایالات متحده به نمایش درآمد.
در آگوست ۲۰۱۹، ITV اعلام کرد که این مجموعه برای سری هشتم مجدداً راه اندازی شده است. فیلمبرداری مجموعه هشتم که در سال ۱۹۷۱ اتفاق می‌افتد، در مارس ۲۰۲۱ آغاز شد و در ژوئن ۲۰۲۱ به پایان رسید. فیلمبرداری سری نهم که در سال ۱۹۷۲ اتفاق می‌افتد، در ۲۲ می ۲۰۲۲ آغاز شد. روز بعد، تأیید شد که آخرین خواهد بود. فیلمبرداری در ۲۶ اوت ۲۰۲۲ به پایان رسید و مجموعه بین ۲۶ فوریه و ۱۲ مارس ۲۰۲۳ پخش شد. در ایالات متحده، اولین قسمت در ۱۸ ژوئن ۲۰۲۳ پخش شد.

## استقبال
با اشاره به اینکه این مجموعه بیش از ۶٫۵ میلیون بیننده داشت، مارک سوینی در روزنامه گاردین نوشت که هر تصمیمی برای سفارش مجموعه بعدی باید آسان باشد. رابرت لوید، منتقد لس‌آنجلس تایمز، در اولین نمایش خود در ایالات متحده، آن را «اثری پیچیده و جذاب از دوران حومه‌شهری» خواند. منتقدان عموماً مثبت بوده‌اند، اگرچه حتی نقدهای مثبت اظهار داشته‌اند که توطئه‌های مرموز قتل مجموعه گهگاه پازل‌های پیچیده‌ای راضی کننده نیستند یا به «نتیجه ای شتابزده، اغراق‌آمیز و نسبتاً مضحک» می‌رسند.